# Liepāja
Liepāja (Alemão: Libau, Lituano: Liepoja, Polonês: Lipawa, Russo: Либава / Libava or Лиепая / Liyepaya, iídiche: ליבאַװע / Libave) é uma cidade independente da Letônia localizada na região de Kurzeme (Curlândia). É a terceira maior cidade letã e um importante porto de águas quentes. Sua população, em 1 de janeiro de 2006, era de 85.915 habitantes. 
O brasão de armas de Liepāja foi adotado quatro dias depois de tornar-se cidade, a 22 de março de 1625. Ele é descrito com tendo "em um fundo prateado, o leão de Kurzeme com uma cauda dividida, apoiado em uma tília com suas patas dianteiras." A bandeira de Liepâja, com a metade superior vermelho e a inferior verde, tem o brasão no centro.

## História
Liepāja foi fundada em 1253 por pescadores curonianos, chamando-se inicialmente Lyva, mesmo nome do rio onde está localizada. A Ordem Livoniana, sob a proteção da Ordem Teutónica, estabeleceu o local como vila (town) de Libau em 1263. O nome Liepāja passou a ser mais utilizado a partir de 1560. Em 1625, o duque Friedrich Kettler da Curlândia concedeu à vila direitos de cidade, que foram confirmados em 1626 pelo rei Sigismundo III da Polônia.
Sob o governo do duque Jacob Kettler (1640-1681), Liepāja transformou-se em um dos principais portos da Curlândia. Jacob era um defensor ferrenho das idéias do mercantilismo. Houve um grande crescimento no ramo da metalurgia e da construção de navios, e foram estabelecidas relações comerciais não somente com países próximos, mas também com a Grã-Bretanha, a França, os Países Baixos e Portugal.
Liepāja e a Curlândia passaram para o controle do Império Russo em 1795, durante a Partições da Polônia. 
O crescimento durante o século XIX foi rápido. A cidade transformou-se em um importante porto no Mar Báltico para os russos, e no começo do século XX tornou-se um ponto central de embarcação para os imigrantes que viajavam aos Estados Unidos. 
Na década de 1870, o rápido desenvolvimento das ferrovias russas e a abertura, em 1876, da ferrovia Liepāja-Romni garantiu que uma grande proporção do comércio da Rússia central passasse por Liepāja. Por volta de 1900, 7% das exportações russas passavam por lá.

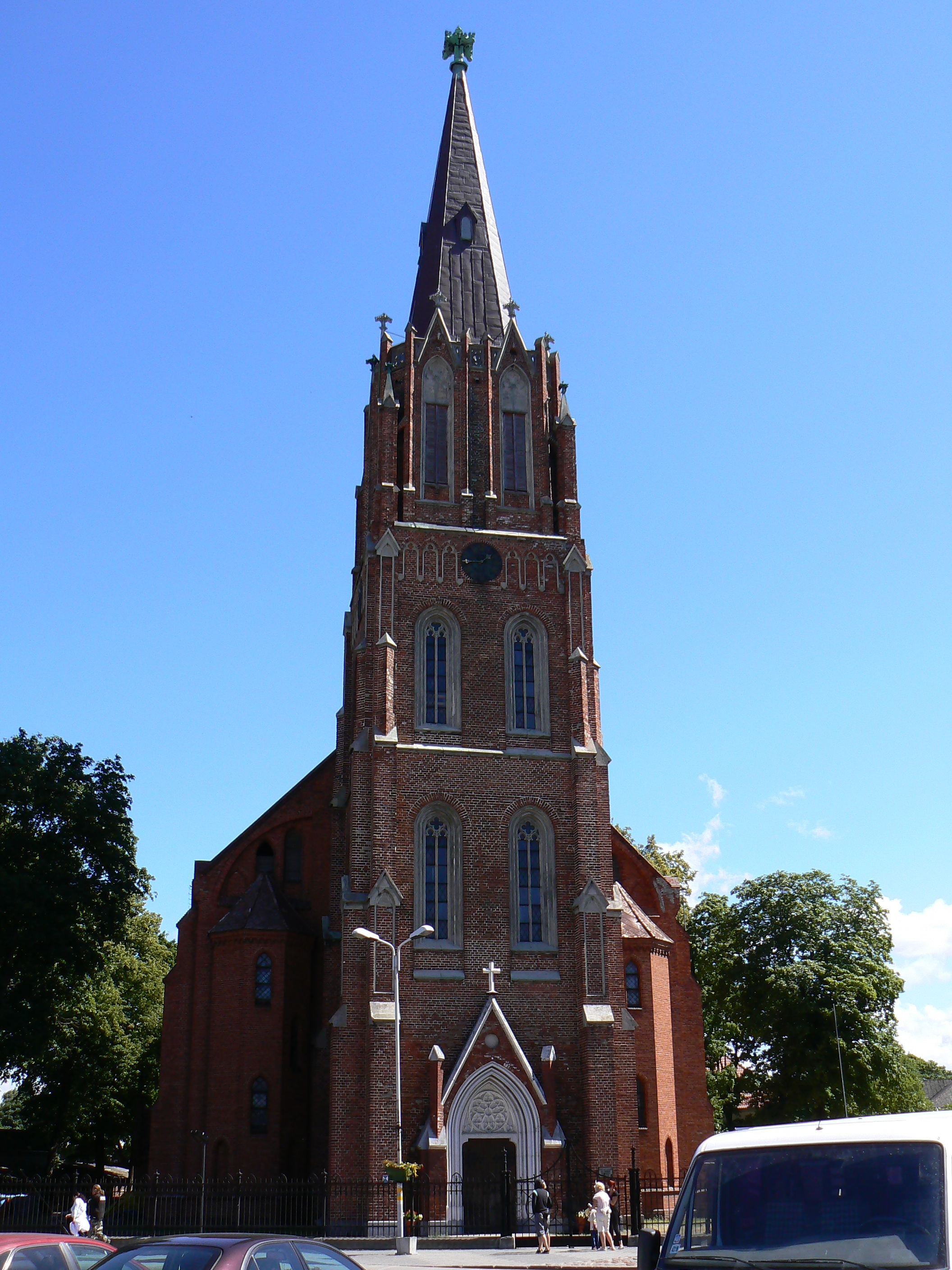
Igreja luterana de Santa Anna.

Em 1906, um serviço direto com os Estados Unidos era usado por 40.000 emigrantes por ano.
Por volta de 1913, 1.738 navios entraram em Liepāja atravessando o porto com 1.548.119 toneladas em carregamentos. A população tinha aumentado de 10.000 para mais de 100.000 habitantes em aproximadamente 60 anos. 
Durante a Primeira Guerra Mundial, Liepāja foi ocupada pelo exército alemão. Após a guerra, quando a República Independente da Letônia foi fundada, Liepāja tornou-se a capital de Letônia por seis meses quando o governo interino de Letônia fugiu de Riga em um navio. 
A Segunda Guerra Mundial destruiu a cidade. A anexação da Letônia à União Soviética trouxe grande miséria, com milhares sendo presos e deportados para a Sibéria e outros milhares fugindo para a América do Norte, Austrália e Europa Ocidental.
Durante a ocupação soviética, Liepāja era uma cidade fechada, e mesmo fazendeiros próximos e aldeões precisavam de uma licença especial para entrar na cidade. O exército soviético estabeleceu lá sua principal base naval no Báltico, e fechado a cidade completamente ao tráfego comercial no final da década de 1960. Um terço da cidade foi ocupado pela base naval soviética com um efetivo de 26 mil militares. 
Depois que a Letônia recuperou sua independência, Liepāja trabalhou arduamente para transformar-se de uma cidade militar para uma moderna cidade portuária destacada na Europa. O porto comercial foi reaberto em 1991. Em 1994, a última tropa russa deixou a cidade.
Desde então, Liepāja tem se engajado em cooperações internacionais, encontrou 11 cidades-gêmeas e parceiras e é uma sócia ativa em diversas redes de cooperação.

## Economia
Em 1997, a Zona Econômica Especial de Liepāja, com um ambiente de baixos impostos, foi estabelecida por 20 anos, a fim de atrair investimentos estrangeiros e facilitar o desenvolvimento econômico. 

## Cultura
Liepâja é conhecido por toda a Letônia como "a cidade onde nasce o vento", possivelmente devido à brisa constante do mar. Uma canção do mesmo nome (Pilsētā, kurā piedzimst vējš) foi composta por Imants Kalniņš. Por causa dessa fama, próximo a Liepāja foi construída a maior usina eólica do país (com 33 turbinas Enercon)
O Aeroporto Internacional de Liepāja é um dos três aeroportos internacionais da Letônia.
A base soviética Karosta está aberto aos visitantes, enquanto que a catedral está sendo restaurada. As instalações vão sendo melhoradas à medida que a cidade hospeda a maior flotilla naval da Letônia, e torna-se cada vez mais importantes para a OTAN.
Em 2027 vai ser a Capital Europeia da Cultura, juntamente com Évora (Portugal).

## Cidades-irmãs
Liepāja mantém relações de cidade-irmã com as seguintes cidades:
- Bellevue, Washington, Estados Unidos
- Darmstadt, Alemanha (1993)
- Homyel, Bielorrússia